# Улица Белинского (Казань)
Улица Белинского (тат. Белинский урамы) — улица в микрорайоне Соцгород Авиастроительного района Казани.
Проходит с востока на запад от улицы Копылова (параллельно улице Лядова) с разветвлением до садового товарищества «Ветеран» и Тэцевской улицы. Пересекается с улицами Копылова, Челюскина, Таймырской, Лядова и Тэцевской.

## История
Появление улицы связано с развитием «Посёлка Орджоникидзе» (Соцгорода), возникшего в 1930-е годы в связи со строительством авиационного комбината («Казмашстроя»).
Названа в честь Виссариона Григорьевича Белинского (1811—1848) — русского революционного демократа, литературного критика и философа.
Архитектурной доминантой Соцгорода (квартала № 1 посёлка «Завода № 124 имени Серго Орджоникидзе») являлся дом № 5 по улице Белинского («зелёный дом»), построенный в 1938 году. Вместе с ним было завершено строительство половины северной части квартала — домов, перпендикулярных улицам Лядова и Белинского.

По словам архитектора Марселя Искандарова, проектированием зданий в Соцгороде занимались известные советские специалисты — например Аркадий Мордвинов, один из семёрки сталинских архитекторов, которые после войны восстанавливали Волгоград, и сотрудники мастерской академика Ивана Жолтовского (автор дома на Моховой, с которого началась сталинская архитектура). Позднее зелёный и еще несколько домов в Соцгороде стали называть «королёвскими»: их строили для работников 22-го авиационного завода, сам же инженер-конструктор Сергей Королёв жил неподалеку — в доме по адресу: Лядова, 5. Жители — в основном инженеры и технические работники, поэтому до войны эти дома называли «домами ИТР». — Валеева Д. Дом с историей. Как живется в «зелёном доме» в Соцгороде
В одном из дворов на улице стоит памятник Серго Орджоникидзе, переделанный в 1962 году из памятника Сталину.

## Современное состояние
Общая протяжённость улицы составляет 1750 метров.
На улице Белинского находятся дома с номерами: 1, 2, 3, 4, 4 А, 5, 5 / 7, 5 А, 6, 7, 8, 8 А, 10, 11, 12 / 2, 12 / 3, 12 / 5, 12 / 8, 13, 15, 15 А, 17, 19, 20, 21, 21 А, 21 Б, 22, 23, 24, 25, 27, 28, 29, 29 А, 29 Б, 30, 31, 32, 33, 35, 36, 37, 38, 39, 40, 41.

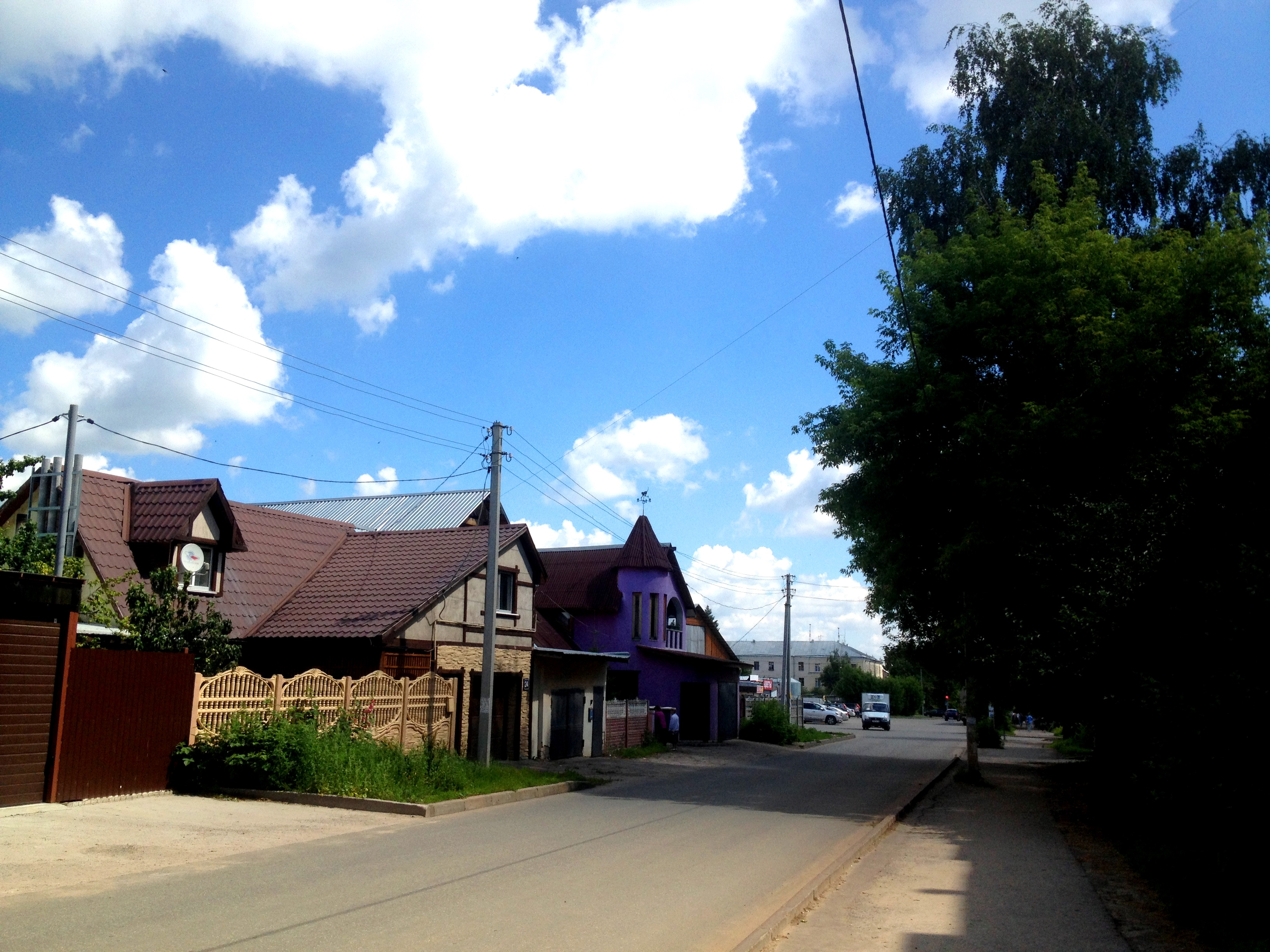
Улица Белинского у пересечения с улицей Таймырской

## Объекты
- №№ 1/5, 3, 4, 4а, 5, 7, 8, 9/6 — жилые дома авиазавода.[6]
  - № 1/5 — в этом доме располагался детский сад № 123 авиазавода.[7]
- № 2/7 — Казанский молодежный центр имени Аркадия Гайдара — многопрофильное учреждение дополнительного образования детей, в котором занимается более 700 детей в возрасте от 3-х до 18 лет, а так же взрослые до 27 лет.[8]
- №№ 6, 8а, 10, 12/8, 17, 19, 21а, 23, 25, 29, 31, 33, 35, 37, 38, 41 — жилые дома моторостроительного завода.[6][9]
- № 13 — жилой дом авиазавода.[10]
- № 15а — детский сад № 300 «Незабудка» (создан в 1972 году, бывший ведомственный моторостроительного завода).[11][7]
- № 21 — жилой дом Казанского филиала НИАТ.[6]
- №№ 29а, 29б — жилые дома треста «Горводзеленхоз».[12]

### «Птичий рынок» и Рынок «Соцгород»
Между улицами Белинского и Таймырская (ул. Белинского, д. 12 а) располагается рынок «Соцгород».
Здесь же находится «Птичий рынок» («Зоотория»), основанный в 1950 году.
Сегодня «Птичий рынок» представляет собой одну из достопримечательностей Казани. Для большинства казанцев покупка домашнего питомца на «Птичке» стала своеобразной традицией. Кроме того, при выборе животного здесь можно получить консультацию специалиста по его уходу и содержанию, выяснить родословную.

## Фотографии

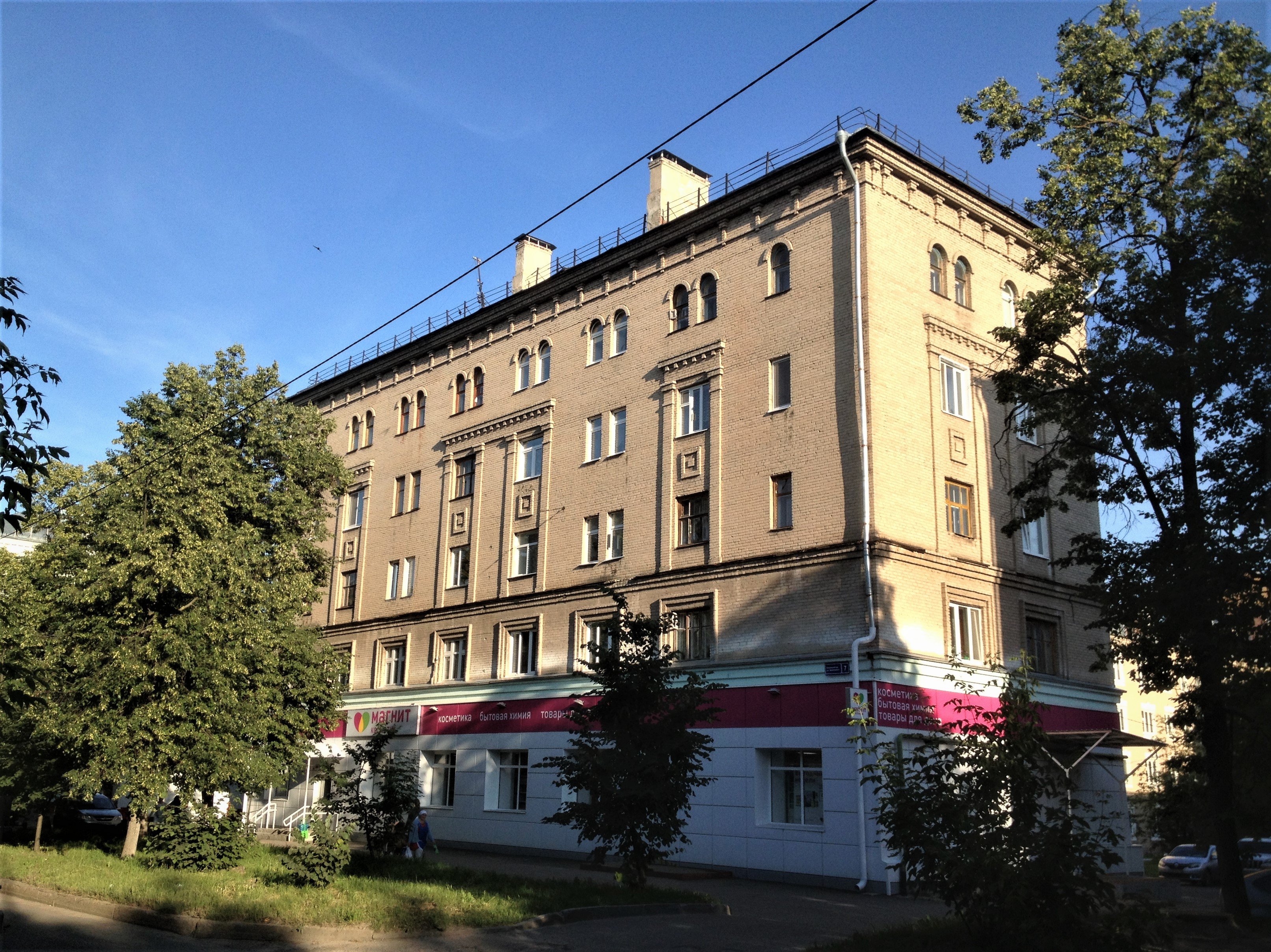
Улица Белинского, дом 7
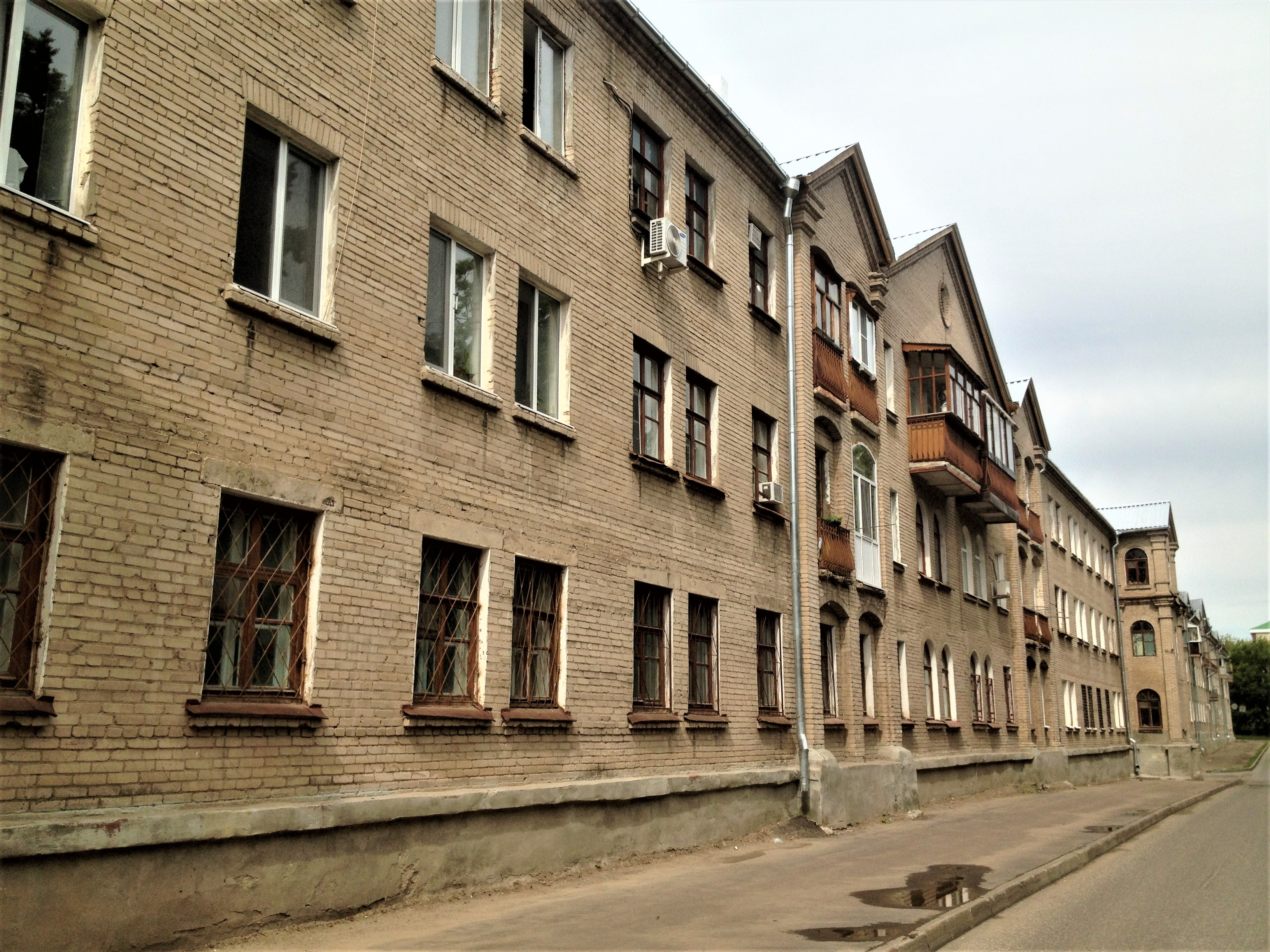
Улица Белинского, дом 8